# Cristina Díaz Adrover
Cristina Díaz Adrover (* 3. Dezember 2005) ist eine spanische Tennisspielerin.

## Karriere
Díaz Adrover spielt bislang vorrangig auf der ITF Women’s World Tennis Tour und gewann bisher vier Einzeltitel.

## Turniersiege

### Einzel
| Nr. | Datum            | Turnier    | Kategorie | Belag | Finalgegnerin       | Ergebnis      |
| --- | ---------------- | ---------- | --------- | ----- | ------------------- | ------------- |
| 1.  | 2. Juni 2024     | Galați     | ITF W15   | Sand  | Georgia Crăciun     | 2:6, 6:4, 6:1 |
| 2.  | 7. Juli 2024     | Mogyoród   | ITF W15   | Sand  | Eszter Méri         | 6:4, 1:6, 6:3 |
| 3.  | 8. Dezember 2024 | Melilla    | ITF W15   | Sand  | Katerina Tsygourova | 6:3, 6:3      |
| 4.  | 4. Mai 2025      | Oegstgeest | ITF W15   | Sand  | Alina Granwehr      | 6:4, 4:6, 6:1 |